# یالور
یالور (به لاتین: Yalur) یک منطقهٔ مسکونی در افغانستان است که در ولایت بدخشان واقع شده‌است.